# Paul Keres
Paul Keres (Narva, 7. siječnja 1916. — Helsinki, 5. lipnja 1975.) bio je estonski i sovjetski šahist. Godine 1935. prvi put postaje šahovski prvak Estonije. Od 1936. do 1940. uređivao je časopis Estonski šah. Paul Keres prvi je put stupio na međunarodnu šahovsku scenu sredinom 1930. i ostao značajna ličnost u narednim godinama. Zbog neuspjeha u pokušajima da odigra partije za titulu prvaka svijeta, prozvan je "neokrunjenim kraljem šaha". Umro je od srčanog udara 5. lipnja 1975. u Helsinkiju.

## Mladost
Keres je rođen 1916. godine u Narvi, a prvu poduku u šahu dobio je od od svojeg oca i starijeg brata. Zbog nedostatka šahovske literature u njegovom rodnom mjestu, učio je šah rješavajući šahovske probleme iz novina. Skupio je kolekciju od preko 1000 partija koje je sam zapisao, što  mu je kasnije pomagalo da u partijama lakše rješava nastale probleme. U mladosti je imao napadački stil igre. Tri je puta bio školski prvak Estonije u šahu, a njegovo sazrijevanje odvijalo se kroz igranje dopisnog šaha dok je pohađao srednju školu. Od 1937. do 1941. godine studira matematiku na Sveučilištu u Tartuu, kada postaje sveučilišni predstavnik u nekoliko međufakultetskih turnira.

## Predratno razdoblje
Sa 17 godina ostvario je odličan rezultat na majstorskom turniru u Tallinnu 1933. godine, a već je 1935. godine po prvi puta postao je prvak Estonije. Na turniru je podijelio prvo mjesto s Gunnarom Friedemannom, ali ga je u dopunskim partijama porazio s 2:0 i tako postao prvak. Iste godine pobijedio je u trening meču s 3:1 i Feliksa Kibbermanna, jednoga od vodećih šahista u Tartuu.
Nešto kasnije, Keres je igrao na prvoj ploči za reprezentaciju Estonije na Šestoj šahovskoj olimpijadi u Varšavi 1935. i postao nova zvijezda. Tamo je stekao samopouzdanje, te se upustio u međunarodne vode. Njegov šahovski uspon počinje u Helsinkiju 1935. godine, kada je zauzeo drugo mjesto iza Friedemanna. Pobjeđuje u Tallinnu 1936. godine s rezultatom 9/10. Prvi značajniji uspjeh na međunarodnoj sceni postiže u Bad Nauheimu 1936. godine, gdje je podijelio prvo mjesto s Aleksandrom Aljehinom (6½/9). U Dresdenu iste godine podbacuje, osvojivši 9./10. mesto (2 pobjede, 3 remija i 4 poraza), ali je kasnije zapisao da mu je ovo bila značajna lekcija. Keres se vraća turnirom u Zandvoortu 1936. godine i dijeli 3. mesto (3 pobjede, 1 remi i 3 poraza). Zatim je obranio titulu estonskog prvaka igrajući neriješeno s Paulopm Felixom Schmidtom (3 pobjede, 1 remi i 3 poraza).
Keres je imao uspješnu 1937. godinu. Pobjeđuje u Tallinnu (7½/9), a zatim dijeli prvo mjesto u Margateu s Reubenom Fineom (7½/9), imajući 1½ poena više od Aljehina. U Ostendu se plasirao od prvog do trećeg mjesta sa Fineom i Henrijem Grobom, ostvarivši omjer 6/9. Keres dominira u Pragu pobjeđujući turnir s omjerom 10/11. Zatim pobjeđuje na tematskom turniru u Beču (4½/6); sve su partije počinjale s 1.d4 Sf6 2.Sf3 Se4, taktikom poznatom kao Döryjeva obrana. U Ķemeriju dijeli 4./5. mjesto, na turniru gdje su pobjede odnijeli Salo Flohr, Vladimirs Petrovs i Szmul Rzeszewski. Na turniru u Pärnuu plasirao se od 2. do 4. mjesta s omjerom 4½/7. Svi ovi uspjesi utjecali su na to da dobije poziv za veoma jak turnir u Semmeringu 1937. godine, gdje pobjeđuje (9/14), ispred Finea, Capablance, Rzeszewskog i Eliskasesa. U Hastingsu je tijekom 1937. i 1938. godine osvojio drugo mjesto (6½/9). Keres igra neriješeno u egzibicijskom meču sa švedskim velemajstorom Gideonom Ståhlbergom (2 pobjede i 2 poraza uz 4 remija).
Keres nastavlja niz uspješnih nastupa za Estoniju na olimpijadama, uključujući i neslužbenu olimpijadu u Münchenu 1936. godine, gdje osvaja zlatnu medalju igrajući na prvoj ploči. Na Sedmoj šahovskoj olimpijadi u Stockholmu 1937. godine osvaja srebrnu medalju (prva ploča), a na Osmoj olimpijadi u Buenos Airesu 1939. godine Estonija osvaja brončanu medalju.
Godine 1938. bio je izjednačen sa Fineom na turniru AVRO u Amsterdamu, a ispred šahovskih legendi Mihaila Botvinjika, Maxa Euwea, Szmula Rzeszewskog, Aleksandra Aljehina, Joséa Raúla Capablance i Sala Flohra. Keres je pobijedio jer je u međusobnom susretu bio bolji od Finea s 1½:½. Očekivalo se da pobjednik ovog turnira bude izazivač za svjetsku titulu, ali Drugi svjetski rat odgodio je planirani meč. Nakon što je Sovjetski Savez okupirao Estoniju 1940. godine, pregovori s tadašnjim pravkom Aljehinom bili su prekinuti. Keres je na turniru Lenjingrad-Moskva 1939. godine podbacio plasiravši se na 12./13. mjesto. Brzo se oporavio i pobijedio u Margateu (7½/9), ispred Capablance i Flohra.

## Drugi svjetski rat
Početak Drugog svjetskog rata Keresa je zatekao u Buenos Airesu na šahovskoj Olimpijadi. Poslije Olimpijade, ostao je na međunarodnom turniru i podijelio je prvo mjesto sa Miguelom Najdorfom (8½/11).
Njegov idući meč bio je s bivšim svjetskim prvakom Maxom Euweom u Nizozemskoj, a igrao se od prosinca 1939. do siječnja 1940. godine. Keres je pobijedio (7½:6½) sa 6 pobjeda, 5 poraza i 3 remija. Ovo je bio sjajan uspjeh, ne zato što je Euwe bio bivši prvak, već zato što je za razliku od Keresa imao ogromno iskustvo u ovakvim mečevima.
Estoniju je 1940. godine okupirano Sovjetski Savez, što je bio dio dogovora između Hitlera i Staljina. Keres iste godine sudjeluje na svom prvom prvenstvu Sovjetskog Saveza (12. po redu) i zauzima četvrto mjesto (9 pobjeda, 4 poraza uz 6 remija). Sovjetska šahovska federacija organizirala je 1941. turnir na kojem je sudjelovalo prvih šest šahista iz prethodne godine, a koji se održavao u Moskvi i Lenjingradu. Botvinjik je pobijedio (13½/20) na ovom zahtjevnom turniru, koji je bio jedan od najjačih ikada organiziranih turnira. Keres je bio drugi (11/20) ispred Vasilija Smislova, Isaka Boleslavskog, Andora Lilienthala i Igora Bondarevskog.
Nakon što je Treći Reich izvršio invaziju Sovjetskog Saveza u lipnju 1941. godine, Estonija je ubrzo potpala pod njemačku okupaciju. Tijekom 1942. i 1943. godine, Keres i Aljehin igrali su na četiri turnira koja je organizirala  Njemačka šahovska federacijea. Aljehin je pobijedio u Salzburgu u lipnju 1942., u Münchenu (prvo neslužbeno europsko prvenstvo u šahu) u rujnu 1942. i u Pragu (međunarodni turnir) u travnju 1943. godine, uvijek ispred Keresa, koji je bio drugi na tri turnira. Podijelio je prvo mjesto na turniru u 
Salzburgu u lipnju 1943. s rezultatom 7½/10.
Za vrijeme Drugog svjetskog rata, Keres je igrao na nekoliko turnira. Pobijedio je svih 15 partija u Tallinnu 1942. godine, i svih pet u Pozenu 1943. godine. Također je pobijedio u Tallinnu 1943. godine i u Madridu 1944. (13/14) godine. Bio je drugi u Lidköpingu 1944. godine. Godine 1944. u Stockholmu igrao je s Folkeom Ekströmom i pobijedio rezultatom 5:1.

## Politička (ne)podobnost
Završetkom Drugog svjetskog rata Keres se našao u neugodnoj situaciji. Za vrijeme rata, njegovu domovinu Estoniju okupirali su Sovjeti, pa Nijemci, pa ponovo Sovjeti. Keres je sudjelovao na nekoliko turnira u Europi pod njemačkom okupacijom i kada su Sovjeti ponovo okupirali Estoniju 1944. navodno je u nekoliko navrata pokušao pobjeći na Zapad, ali bez uspjeha. Isto tako, nacisti su jedan njegov intervju iz 1942. godine iskoristili u svrhu poticanja antisovjetske propagande, zbog čega je Keres nakon rata optužen za kolaboracionizam te je bio ispitan od strane sovjetskih vlasti. Keres je uspio izbjeći deportaciju ili težu kaznu (kao, primjerice, u slučaju kolege Vladimirsa Petrovsa, koji je umro 1943. godine u zatvoru), ali je moguće da je bio pritvoren; precizne detalje jako je teško utvrditi. Sve ovo dovelo je do toga da je njegov povratak na međunarodnu šahovsku scenu kasnio, iako je on sam bio u izvrsnoj formi. Već je 1945. godine pobijedio u Rigi (10½/11), međutim nešto kasnije je vjerojatno iz političkih razloga isključen je iz sovjetske reprezentacije u radio meču sa Sjedinjenim Američkim Državama te je odlučio ne sudjelovati na prvom velikom poslijeratnom turniru u Groningenu 1946. godine, na kom je Botivnjik pobijedio ispred Euwea i Smislova.
Ipak, godine 1945. pobijedio je na prvenstvu Estonije (13/15) ispred nekoliko jakih igrača iz Sovjetskog Saveza kao što su Aleksandar Kotov, Aleksandar Toluš, Lilienthal i Flohr. Zatim pobjeđuje i u Tbilisiju 1946. godine (18/19) ispred Vladasa Mikėnasa i tada šesnaestogodišnjeg Tigrana Petrosjana.
Keres se međunarodnim turnirima vratio 1946. godine u radio meču između Sovjetskog Saveza i Ujedinjenoga Kraljevstva, nastavljajući sa svojom dobrom formom te i sljedeće godine. Iako je bio vrhunski šahist, njegov društveno-politički položaj u Sovjetskom Savezu, kao i stres koji je proživljavao zbog nadzora Partije i sovjetske birokracije, utjecali su na njegovu karijeru.

## Borba za naslov svjetskog prvaka i vrhunac karijere
Godine 1946. tadašnji svjetski prvak Aleksandar Aljehin iznenada je preminuo u Portugalu te je dvije godine kasnije održano svjetsko prvenstvo kako bi se odredio njegov nasljednik. Prvenstvo su zajednički organizirali Den Haag i Moskva, a broj natjecatelja bio je ograničen na pet: Mihail Botvinjik, Vasilij Smislov, Paul Keres, Samuel Reshevsky i Max Euwe (Reuben Fine je također pozvan, ali je odbio sudjelovati). Igrači su međusobno igrali po pet partija. Keres, koji je bio daleko od svojih najboljih partija, završio je kao trećeplasirani; u svojim individualnim mečevima protiv Botvinjika, Keres je izgubio četiri od pet partija, a pobijedio je samo u posljednjoj, kada je konačni rezultat već bio poznat.
S obzirom na ishod njihovih međusobnih okršaja, postojale su teorije kako je Keres morao namjerno izgubiti protiv Botvinjika, koji je bio politički podobniji kandidat od njega. Detaljan izveštaj prezentirao je šahovski povjesničar Taylor Kingston 1998. godine, koji je istražio sve dostupne dokaze i svjedočanstva, zaključivši sljedeće: sovjetski su dužnosnici Keresu jasno stavili na znanje kako ne bi trebao spriječiti Botvinjika u osvajanju svjetske titule. Sam Botvinjik je za to navodno saznao usred turnira te je bio toliko bijesan da je ozbiljno naljutio sovjetske čelnike. Prema američkom šahovskom povjesničaru Jamesu Schroederu, Botvinjik je ovu rekordnu pobjedu ostvario zato što je sovjetska šahovska birokracija odlučila da svjetski prvak bude Rus, a ne Estonac Keres. Kingston je bio veoma kritičan prema Schroederom izveštaju, nazvavši ga glupošću. Kingston je 2002. godine razgovarao sa šahistom Jurijem Averbahom, koji je opisao Keresa kao zamišljenog čovjeka pod političkim pritiskom, koji je bez ustručavanja dopustio da Botvinjik pobijedi. Ipak, danas se smatra kako Keres najvjerojatnije nije namjerno izgubio ni od Botvinjika, ni od ikog drugog na turniru.
Međutim, Keres je dominirao u nekolicini drugih poslijeratnih turnira ostvarivši čak tri pobjede na iznimno jakim prvenstvima Sovjetskog Saveza. Godine 1947. pobjeđuje u Lenjingradu (15. prvenstvo Sovjetskog Saveza) s rezultatom 14/19; na tom su prvenstvu sudjelovali svi najjači sovjetski šahisti izuzev Botvinjika. Tri godine kasnije, 1950. u Moskvi, na osamnaestom prvenstvu Sovjetskog Saveza ponovo postaje prvak s rezultatom 11½/17, a titulu brani i naredne godine u Moskvi, na devetnaestom prvenstvu Sovjetskog Saveza (12/17), na kojem su sudjelovali: Efim Geler, Tigran Petrosjan, Vasilij Smislov, Mihail Botvinjik, Jurij Averbah, David Bronštejn, Mark Tajmanov, Lav Aronjin, Salo Flohr, Igor Bondarevski i Aleksandar Kotov.
Nadalje pobjeđuje na turnirima u Pärnuu (s rezultatom 9½/13), u Szczawno-Zdróju 1950. godine (s rezultatom 14½/18) i Budimpešti 1952. godine (s rezultatom 12½/17), ispred svjetskog prvaka Botvinjika te Gelera, Smislova, Ståhlberga, Szabóa i Petrosjana. Prema nekim kasnijim analizima, pobjeda na jakom turniru u Budimpešti bila je vrhunac Keresove karijere; mađarski majstor i šahovski pisac Egon Varnusz napisao je kako je u to doba Keres bio najbolji igrač na svijetu.
U ovom i slijedećem razdoblju, Keres je sudjelovao i na šest turnira na kojima se birao izazivač za titulu svjetskog prvaka. Ostvario je sljedeće plasmane:
- 1950. u Budimpešti bio je četvrti iza Davida Bronštejna i Isaka Boleslavskog s rezultatom 9.5/18 (3 pobjede, 13 remija i 2 poraza).
- 1953. u Zürichu bio je drugi s dva boda manje od Smislova, s rezultatom 16/28 (8 pobjeda, 16 remija i 4 poraza).
- 1956. u Amsterdamu bio je drugi, ovog puta s 1½ boda manje od Smislova, s rezultatom 10/18 (3 pobjede, 14 remija i 1 poraz).
- 1959. u SFR Jugoslaviji imao je veoma impresivan uspjeh s rezultatom 18½/28 (15 pobjeda, 7 remija i 6 poraza), koji bi bio dovoljan za osvajanje titule svjetskog prvaka da se turnir igrao 1962. godine. Međutim, ove je godine to je bilo dovoljno samo za drugo mjesto iza Mihaila Talja, koji je imao nevjerojatan rezultat od 20/28.
- 1962. na Curaçau podijelio je drugo mjesto s Efimom Gelerom sa samo pola boda manje od Tigrana Petrosjana, s rezultatom 17/27 (9 pobjeda, 16 remija i 2 poraza).
- 1965. gubi četvrtfinalni okršaj od Borisa Spaskog s rezultatom 6:4.

S obzirom na činjenicu da je Keres čak četiri puta uzastopno bio drugoplasirani na kandidacijskim turnirima, ušao je u povijesne knjige kao šahist s najviše osvojenih drugih mjesta na kandidacijskim turnirima za titulu prvaka svijeta, zbog čega je neslužbeno nazivan i "Paul II.". Ova četiri uzastopna druga mjesta također su bila tema teorija zavjera koje su sugerirale da je Keres bio prisiljen izgubiti na svakom od navedenih turnira. Ipak, Kingston zaključuje kako od 1954. na dalje Keres vjerojatno više nije trpio pritisak sovjetskih vlasti (jer je bio rehabilitiran, a Botvinjik više nije bio miljenik države). Na turniru 1962. godine postojala je "neslužbena" zavjera koju su organizirali Keres, Petrosjan i Geler, a koja je u konačnici završila na štetu Keresa, s obzirom da je u tom trenutku vjerojatno bio nešto bolji kandidat i od Petrosjana i od Gelera. Bronštejn je također doprinijeo ovim teorijama zavjere u svojoj posljednjoj knjizi objavljenoj posthumno u kojoj je tvrdio da su sovjetske vlasti htjele da Smislov pobijedi 1953. godine u Zürichu, vršeći u tu svrhu pritisak na nekolicinu drugih vrhunskih sovjetskih šahista da to i omoguće. Keresu je navodno naređeno da odigra remi u drugoj partiji sa Smislovim kako bi Smislov sačuvao svoju kondiciju. Keres se nadao da bi mogao pobijediti na tom turniru te je i pokušao pobijediti, ali je u konačnici izgubio zbog Smislovljeve izvrsne igre.
Iako se Keres mučio na individualnom planu, u istom je ovom razdoblju imao nenadmašne uspjehe na reprezentativnoj razini. Pošto je postao sovjetski državljanin, Keres je predstavljao Sovjetski Savez na sedam uzastopnih šahovskih olimpijada (Helsinki 1952., Amsterdam 1954., Moskva 1956., München 1958., Leipzig 1960., Varna 1962. i Tel Aviv 1964.) i na svima je sovjetski tim osvojio zlatnu medalju. U Helsinkiju je igrao na prvoj ploči i imao rezultat od 6.5/12; u Amsterdamu je igrao četvrtu ploču (13.5/14); u Moskvi je bio na trećoj ploči (9.5/12); u Münchenu je još jednom bio na trećoj ploči (9.5/12); u Leipzigu također na trećoj ploči, s rezultatom od 10.5/13; u Varni je bio na četvrtoj ploči (9.5/13); a u Tel Avivu je opet bio na četvrtoj ploči (10/12).
Sve zajedno, na ukupno 11 Olimpijada (uključujući i neslužbenu minhensku Olimpijadu iz 1936. godine), igrajući za Estoniju i Sovjetski Savez, Keres je odigrao ukupno 161 partiju, ostvarivši 97 pobjeda, 13 poraza i 51 remi, što je nevjerojatnih 76.7% uspješnosti. Osvojio je sedam momčadskih zlatnih medalja, pet individualnih zlatnih medalja i brončanu medalju predstavljajući Sovjetski Savez. Ovaj broj osvojenih medalja apsolutni je rekord u povijesti Šahovskih olimpijada.
Keres je bio u reprezentaciji Sovjetskog Saveza tri puta i na Europskom prvenstvu. U Beču 1957. godine igrao je na drugoj ploči i imao rezultat od 3/5, za što je dobio zlatnu medalju kao najbolja druga ploča. Zatim je u Oberhausenu 1961. godine bio je na trećoj ploči s rezultatom 6/8 i ponovo dobio zlatnu medalju, za najbolju treću ploču. U Hamburgu 1965. godine nije bio dio reprezentacije. Na koncu, u Kapfenbergu 1970. godine bio je na osmoj ploči s rezultatom 5/5 i opet dobio zlatnu medalju. U ovim europskim mečevima imao je impresivan rezultat od 14/18 bez poraza.

## Kasnija karijera i smrt
Unatoč problemima u jednoj fazi svoje karijere, Keres je nastavio igrati na međunarodnim turnirima te je postigao prilična uspjeh. Dijeli prvo mjesto u Hastingsu 1954./1955. sa Smislovim 7/9 (+6 =2 -1). Dominirao je i na turniru u Pärnuu 1955. (9.5/10). U egzibicijskom meču u Hamburgu 1956. godine pobjeđuje Wolfganga Unzickera sa 6:2 (4 pobjede i 4 remija). Nadalje dijeli drugo i treće mjesto na prvenstvu Sovjetskog Saveza u Moskvi 1957. s Bronštejnom, a iza Mihaila Talja. Keres pobjeđuje u Mar del Plati 1957. godine (15/17, ispred Miguela Najdorfa) i u Santiagu 1957. (6/7), ispred Aleksandra Kotova. Ponovo pobjeđuje u Hastingsu 1957./1958. godine (7½/9, ispred Svetozara Gligorića). Podijelio je treće i četvrto mjesto s Bobbyjem Fischerom na turniru u Zürichu 1959., a iza Talja i Gligorića. Bio je treći u Stockholmu 1959./1960. s rezultatom 7/9. Ponovo pobjeđuje u Pärnuu 1960. i u Zürichu 1961. godine (9/11, ispred Petrosjana). Keres je podijelio prvo mjesto s Petrosjanom na turniru u Los Angelesu (8½/14).
Tijekom 60-ih godina sudjelovao je i na nizu drugih turnira među kojima su bili i onaj u Beverwijku 1964. godine (rezultat 11½/15, dijeli prvo mjesto sa sunarodnjakom Iivom Neijem), u  Bambergu 1968. godine (gdje je imao dva boda više od prvaka Petrosjana), u Budimpešti 1970. (rezultat 10/15, prvo mjesto ispred Szabóa) i Tallinnu 1971. (rezultat 11½/15, dijeli prvo i drugo mjesto s Taljom). Keres je pobijedio Borislava Ivkova s 3:1 u njegovom posljednjem timskom meču tijekom turnira "Sovjetski Savez protiv ostatka svijeta", održanog 1970. godine u Beogradu. Igrao je i na turniru u Sarajevu 1972. godine, podijelivši treće do petog mjesta.
Keresovo zdravlje naglo se pogoršalo 1974. godine, tako da te godine nije sudjelovao ni na jednom velikom turniru. Njegov posljednji veliki turnir bio je onaj u Tallinnu 1975. godine, kada je pobijedio ispred Spaskog i Friðrika Ólafssona. Taj je turnir organiziran samo par mjeseci prije njegove smrti. Preminuo je 1975. godine u Helsinkiju od posljedica srčanog udara dok se vraćao s turnira u Vancouveru na kojem je pobijedio (iz tog se razloga često pogrešno navodi da je umro u Vancouveru). Pokopan je na groblju Metsakalmistu u Tallinnu, a na njegovom sprovodu bilo je više od 100 000 ljudi (među njima i njegov dobri prijatelj i rival Max Euwe).

## Ostavština i doprinos šahovskoj teoriji
Paul Keres je bio rangiran među 10 najjačih igrača na svijetu punih trideset godina, između 1936. i 1965. godine, s jednim od najvećih postotaka pobjeda od svih velemajstora u povijesti šaha. Jedan je od rijetkih šahista koji ima pozitivan omjer protiv svjetskih prvaka Capablance, Euwea i Talja te izjednačen protiv Smislova, Petrosjana i Karpova. Pozitivan omjer imao je i protiv jakih igrača kao što su bili Fine, Flohr, Korčnoj, Geler, Tartakower, Tajmanov, Vidmar, Gligorić, Boleslavskij, Bogoljubov i Larsen.
Bio je i plodan šahovski pisac, a napisao je i objavio sljedeće knjige:
- Keres, Paul; Kotov, Aleksandar. 1964. Umjetnost srednje igre. Penguin Books
- Keres, Paul. 1973. Praktične šahovske konačnice. R.H.M. Press. ISBN 0-89058-028-6
- Keres, Paul. 1960. Keresove najbolje šahovske partije. Ishi Press. ISBN 4871875482
- Keres, Paul. 1960. Moderne Theorie der Schacheröffnungen Dreispringerspiel bis Königsgambit. Ishi Press. ISBN 4871875431
- Keres, Paul. 1949. Теория шахматных дебютов Открытые дебюты. Ishi Press. ISBN 4871875474
- Keres, Paul. 2012. Rane partije velemajstora Paula Keresa. Ishi Press. ISBN 4871875407
- Keres, Paul. 2012. Srednje godine velemajstora Paula Keresa. Ishi Press. ISBN 4871875415
- Keres, Paul. 2012. Posljednje godine velemajstora Paula Keresa. Ishi Press. ISBN 4871875423

Sve su knjige danas cijenjene među šahovskim stručnjacima. Također je napisao i nekolicinu turnirskih knjiga, uključujući i izvještaj sa svjetskog prvenstva 1948. godine.
Napisao je i nekoliko knjiga otvaranja, mahom na njemačkome jeziku, pri čemu se ističu Spanisch bis Franzosisch, gore spomenuta Dreispringerspiel bis Königsgambit, i Vierspringer bis Spanisch. Dao je i svoj prilog prvom izdanju sveska C Enciklopedije šahovskih otvaranja, koja je 1974. godine objavljena u SFR Jugoslaviji. Bio je i urednik šahovskog časopisa u Rigi.
Keres je dao i značajan doprinos teoriji otvaranja. Možda najpoznatiji među njima je Keresov napad protiv scheveningenske varijacije sicilijanske odbrane (1.e4 c5 2.Sf3 d6 3.d4 cxd4 4.Sxd4 Sf6 5.Sc3 e6 6.g4), koji je uspješno izveo protiv Bogoljubova u Salzburgu 1943. godine, a koji je i danas aktualan. Osmislio je i originalnu varijantu otvaranja Ruy Lopez (1.e4 e5 2.Sf3 Sc6 3.Lb5 a6 4.La4 Sf6 5.0-0 Le7 6.Te1 b5 7.Lb3 d6 8.c3 0-0 9.h3 Sa5 10.Lc2 c5 11.d4 Sd7), koju je igrao 1962. godine u meču kandidata i bila je popularna nekoliko godina. Također je popularizirao Keresovu obranu (1.d4 e6 2.c4 Lb4+). Osmislio je i neka poboljšanja engleskog otvaranja (1.c4 e5 2.Nc3 Nf6 3.g3 c6).
Napisao je i 180 problema i 30 studija, među kojima je varijanta završetka s kulom koja je 1947. godine dobila prvu nagradu.

## Počasti
Keres je zbog svoje uloge u povijesti šaha komemoriran na niz načina, kako u Estoniji, tako i van nje. Njegov se lik nalazio na novčanici od pet estonskih kruna sve do uvođenja eura u toj zemlji 2011. godine. Nekoliko kipova s njegovim likom postavljeno je u Estoniji, uključujući i onu na brdu Tõnismägi u Tallinnu te onu brončanu u njegovoj rodnoj Narvi, koja je otkrivena povodom stote obljetnice njegova rođenja. Ulica u tallinnskoj četvrti Nõmme također nosi njegovo ime. 
Po pitanju šaha, Svjetska šahovska organizacija je 2016. godinu proglasila "godinom Paula Keresa". U Tallinnu se od 1969. godine svake druge godine održavao poseban šahovski turnir na kojemu je Keres pobijedio 1971. i 1975. godine; od 1976. u njegovu čast naziva se Memorijalni turnir Paul Keres. Turnir istoga naziva održava se svake godine u Vancouveru. U Keresovu čast nazvan je i niz šahovskih festivala i klubova.
Godine 2000., Paul Keres imenovan je estonskim sportašem stoljeća.

## Vanjske poveznice
- Estonian banknotes
- Paul Keres at www.chesslady.com
- All Paul Keres' victories to download  Arhivirana inačica izvorne stranice od 31. siječnja 2012. (Wayback Machine) (Pgn format)
- 24. November 2015, FIDE, 2016 - Year of Paul Keres 2016 - Year of Paul Keres  Arhivirana inačica izvorne stranice od 4. ožujka 2016. (Wayback Machine), fide.com